# Eferocitose
Na biologia celular , a eferocitose (de eferre , latim para "levar à sepultura", "enterrar") é o processo pelo qual as células morrendo ou já mortas (por exemplo, apoptóticas ou necróticas) são removidas pelas células fagocíticas. Pode ser considerado como o "enterro de células mortas".
Durante a eferocitose, a membrana celular das células fagocíticas engolfa a célula apoptótica, formando uma grande vesícula cheia de líquido contendo a célula morta. Essa vesícula ingerida é chamada de eferossoma (em analogia ao termo fagossoma). Este processo é semelhante à macropinocitose.
No processo apoptótico, a eferocitose previne que a integridade da membrana da célula morrendo seja rompida e seu conteúdo vaze para o tecido circundante. Isso evita a exposição do tecido a enzimas tóxicas, oxidantes e outros componentes intracelulares, como proteases e caspases.
A eferocitose pode ser realizada tanto por células fagocíticas "profissionais" (macrófagos e células dendríticas), como por outros tipos de células, como células epiteliais e fibroblastos. As células apoptóticas são reconhecidas através de sinais específicos de "coma-me" , como a presença de fosfatidilserina (resultante do flip-flop fosfolipídico) ou calreticulina no folheto externo da membrana celular.
A eferocitose desencadeia vias de transdução de sinal que resultam em efeitos anti-inflamatórios, anti-proteolíticos e promotores de crescimento.  Defeitos na eferocitose têm sido associados à doenças autoimunes e dano tecidual. A eferocitose resulta na produção pela célula ingerida de mediadores como o hepatócito - e o fator de crescimento endotelial vascular, que promovem a substituição das células mortas. Defeitos na eferocitose já foram detectados em diversas doenças inflamatórias c em doenças como fibrose cística e bronquiectasia, doença pulmonar obstrutiva crônica, asma e fibrose pulmonar idiopática, artrite reumatoide, lúpus eritematoso sistêmico, glomerulonefrite e aterosclerose.